# Элий Цезеттиан
Элий Цезеттиан (лат. Aelius Cesettianus) — политический деятель второй половины III века при императоре Таците.
Сведений о нём почти нет. Его когномен ближе неизвестен. Возможно, что его имя было Элий Цестиан (лат. Aelius Cestianus) и возможно он был родом из Вольтурна (PIR 2 A 159).
О нём известно лишь то, что он был префектом Рима, однако известно это лишь из «Истории Августов». В Хронографе 354 года этот человек не упомянут. В 275 году, согласно Хронографу, префектом был Постумий Суагр.
Флавий Вописк Сиракузянин в биографии Марка Клавдия Тацита пишет, что Цезеттиан поддержал избрание сенатом Тацита императором и вкладывает в его уста следующую речь по случаю избрания:
«Вы, безупречнейшие воины, и вы, священнейшие для меня квириты, имеете государя, которого, согласно предложению всего войска, избрал сенат: я говорю о Таците, августейшем муже, о том, кто до сих пор помогал государству своими предложениями, а отныне будет помогать своими приказами и постановлениями».
Однако учитывая характер «Истории Августов» есть основания сомневаться в подлинности информации.